# Città dell'Eritrea

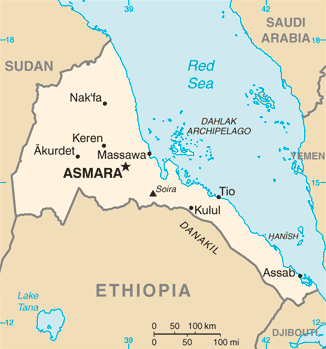
Mappa dell'Eritrea

Lista di città dell'Eritrea.

## Città principali per numero di popolazione
Lista delle città aventi una popolazione uguale o superiore a 5 000 abitanti (aggiornamento della popolazione al 2012)
- Asmara – 697 013
- Assab – 101 284
- Cheren – 82 198
- Massaua – 53 090
- Edd – 14 446
- Mendefera – 25 332
- Barentù – 18 778
- Adi Keyh – 16 758
- Ghinda – 14 832
- Beylul
- Decamerè – 14 061
- Nacfa
- Agordat – 11 364
- Himbirti
- Nefasit
- Adi Quala – 8 668
- Senafè – 7 705
- Saganèiti
- Tessenei

## Altre località e villaggi
Lista parziale di località e villaggi minori in ordine alfabetico.
- Adarte
- Afabet
- Arkiko
- Badmé
- Bihde
- Bisha
- Ghala Nefhi
- Ghela'elo
- Hlelika
- Karora
- Keru
- Mensura
- Nessartu
- Omhajer
- Raheita
- Saline
- Tiyo
- Zula